# Daniela Terreri
Daniela Terreri (Isernia, 22 ottobre 1965) è un'attrice italiana.

## Biografia
Daniela Terreri ha studiato al Conservatorio, è diplomata in pianoforte e canto e poi laureata in regia del Teatro Musicale. È stata assistente alla regia di Franca Valeri. I suoi esordi da attrice sono in alcuni spot diventati famosi (ha interpretato la moglie di Christian De Sica in una pubblicità della Tim), mentre sul grande schermo l’esordio è arrivato con la pellicola di Paolo Sorrentino L’amico di famiglia. Daniela Terreri ha recitato sul piccolo schermo, tra gli altri, in un episodio della serie Crimini, nella terza stagione di Boris (per i fan della serie, è Antonietta Locomotiva, attrice di Troppo Frizzante) e in Don Matteo 8. 
È nota al grande pubblico soprattutto per il suo ruolo di poliziotta in Provaci ancora Prof con Veronica Pivetti e quello di cameriera nella serie La ladra. Di recente, inoltre, è stata testimonial dello spot sul Covid-19 della Polizia di Stato, in cui invitava a restare a casa (aveva già collaborato con la Polizia di Stato per un altro spot sociale, quello realizzato contro la violenza sulle donne, in occasione della giornata mondiale celebrata ogni anno il 25 novembre). Poco prima del lockdown, Daniela Terreri era impegnata a teatro con lo spettacolo Folle amore di Andrè Roussin, che la vedeva protagonista con Carlo Caprioli e Cinzia Berni, per la regia di Carlo Alighiero. Tra i suoi tanti impegni c’è poi quello musicale, visto che insegna al Conservatorio di Campobasso. 

## Filmografia

### Cinema
- L'amico di famiglia, regia di Paolo Sorrentino (2006)
- I vicerè, regia di Roberto Faenza (2007)
- Tutta la vita davanti, regia di Paolo Virzì (2008)
- All'ultima spiaggia, regia di Gianluca Ansanelli (2012)
- La scuola più bella del mondo, regia di Luca Miniero (2014)
- Il viaggio, regia di Alfredo Arciero (2017)
- Tutta un'altra vita, regia di Alessandro Pondi (2019)
- L'amore e altre seghe mentali, regia di Giampaolo Morelli (2024)

### Televisione
- Piper - serie TV (2009)
- Il commissario Manara  - serie TV (2009, 1 episodio)
- Crimini (2010, 1 episodio)
- La ladra – serie TV (2010)
- Boris – serie TV (2010, 1 episodio)
- Don Matteo - serie TV (2011, 1 episodio)
- Caruso, la voce dell'amore - miniserie TV (2012)
- Provaci ancora prof!  - serie TV (2013, 4 episodi)
- Impazienti - sitcom (2014)
- House Party - varietà (2016) [4]
- L'amore strappato - serie TV (2019)
- Svegliati amore mio - serie TV (2021)
- Le fate ignoranti – serie TV, 1 episodio (2022)
- Marconi - L'uomo che ha connesso il mondo – miniserie TV (2024)